# Dichromodes ioneura
Dichromodes ioneura är en fjärilsart som beskrevs av Edward Meyrick 1890. Dichromodes ioneura ingår i släktet Dichromodes och familjen mätare. Inga underarter finns listade i Catalogue of Life.